# Limnophora multisetosa
Limnophora multisetosa är en tvåvingeart som beskrevs av Shinonaga 2005. Limnophora multisetosa ingår i släktet Limnophora och familjen husflugor. Inga underarter finns listade i Catalogue of Life.